# Heinrich Amann

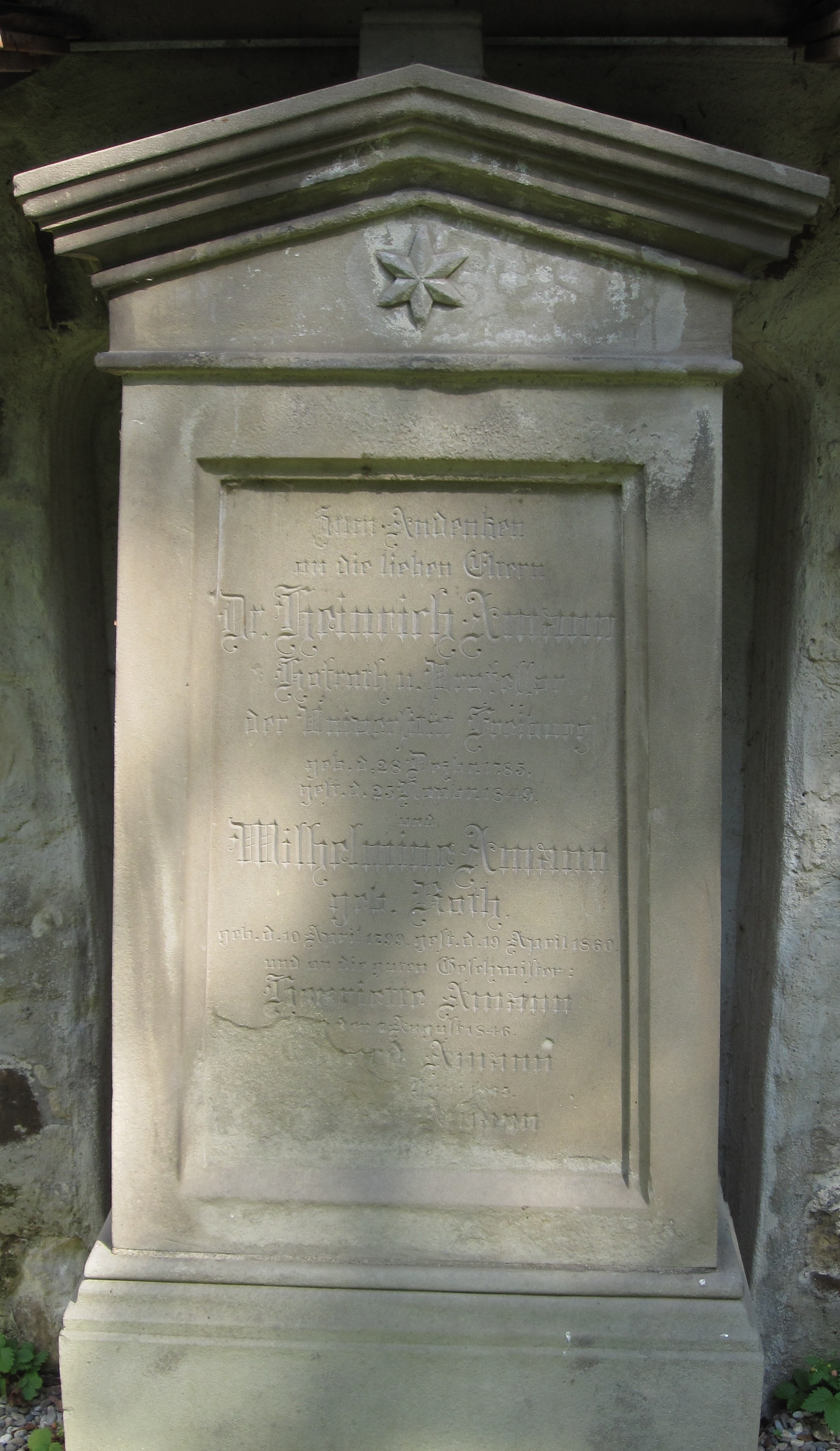
Grabstein für Heinrich Amann auf dem Alten Friedhof Freiburg

Heinrich Amann (* 28. Dezember 1785 in Freiburg i.Br.; † 23. November 1849) war ein deutscher Jurist, Hochschullehrer und Bibliothekar.

## Leben
Heinrich Amann war als Hofrat zuerst Richter in Bayern, bevor er 1820 ordentlicher Professor des römischen Zivil- und Kirchenrecht an der Universität Freiburg i. Br. wurde. 1828 reichte er als Hauptinitiator gemeinsam u. a. mit Karl Zell, Karl von Rotteck und Franz Josef Buß eine Petition gegen das Zölibat ein. Erzbischof Bernhard Boll lehnte die Aufhebung des Zölibats ab, kritisierte ebenfalls die ähnliche Meinung von Heinrich Schreiber zu diesem Thema, Amann agierte aber in der Folge weiter gegen das Zölibatsgesetz.
Von 1837 bis 1843 war er zusätzlich Oberbibliothekar der Universitätsbibliothek Freiburg. Bis 1840 blieb er als Professor in Freiburg tätig, hielt dort Vorlesungen zum Kirchenrecht und galt als kritisch gegen die Staatskirche und das Primat eingestellt. Seiner Abberufung, durch Bolls Nachfolger dem Erzbischof Demeter betrieben, waren zwei Jahre Verhandlung mit der Kirchenbehörde vorweggegangen. Er wurde an die juristische Fakultät versetzt und wurde 1843 für geisteskrank erklärt. Von 1843 bis 1846 war daher das Amt des Leiters der Bibliothek der Universität Freiburg kommissarisch durch Heinrich Joseph Wetzer besetzt. Amann starb 1849 in der psychiatrischen Anstalt Illenau.
Er wurde auf dem Alten Friedhof Freiburg begraben.

## Werke (Auswahl)
- zusammen mit Johann Adam Möhler: Beleuchtung der Denkschrift für die Aufhebung des den katholischen Geistlichen vorgeschriebenen Cölibates. Groos, Heidelberg und Leipzig 1828.
- Petition an die Badische II. Kammer der Landstände vom Jahre 1831 für Aufhebung des Cölibatgesetzes mit Vollmachten von 162 badischen katholischen Geistlichen: Antwort des Erzbischofs auf die Petition vom Jahre 1828. Freiburg im Breisg. 1831.
- Von Bestrebungen an der Hochschule Freiburg im Kirchenrecht, 2 Bde. Groos, Freiburg i.Br. 1832–1836.
- Praestantiorum aliquot codicum mss. qui Friburgi servantur, ad iurisprudentiam spectantium notitia, 2 Teile, Freiburg i.Br. 1836–1837.